# Samborze

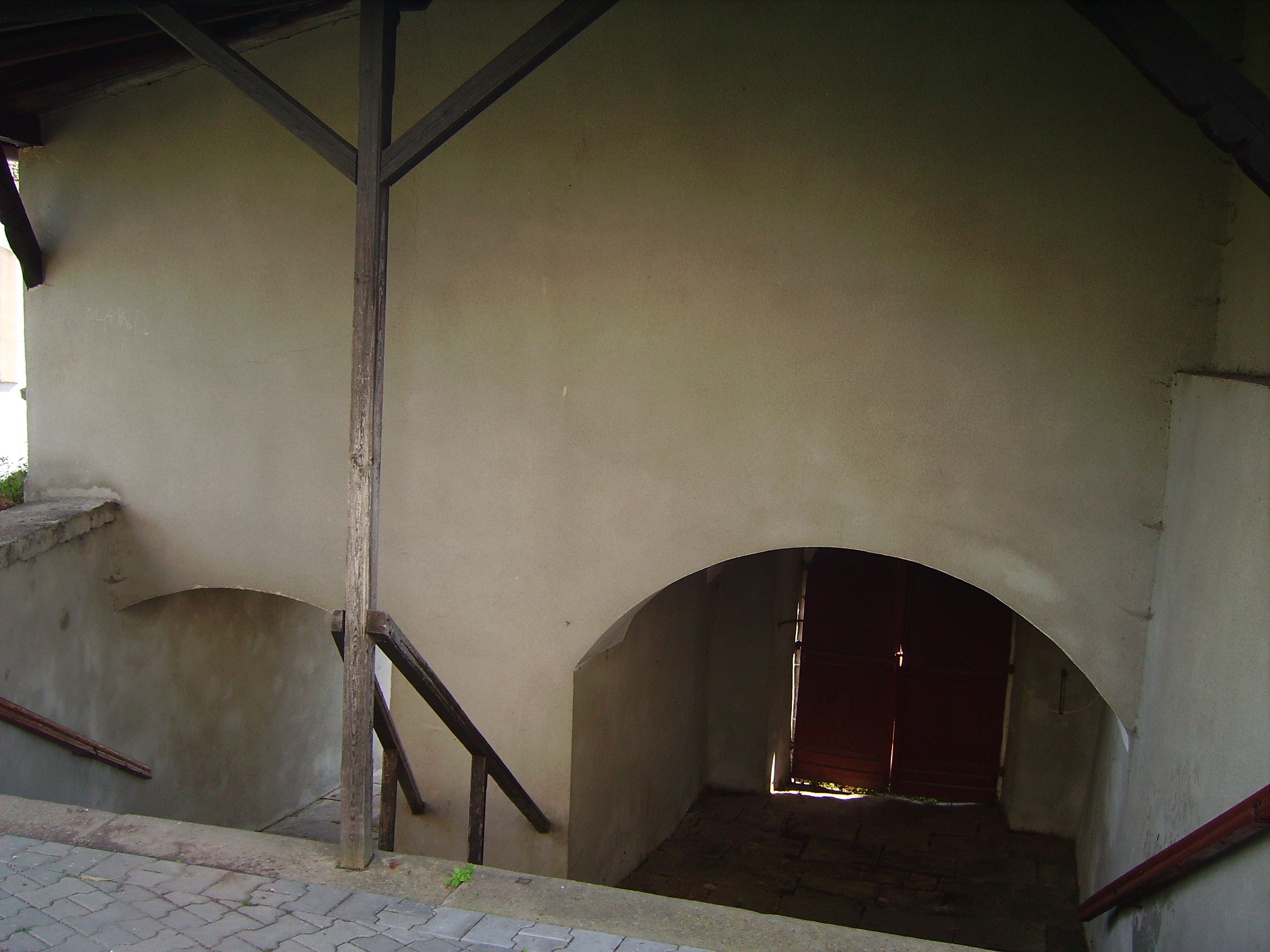
Budynek bramny w Pławnej Dolnej, małe samborze nad wejściem

Samborze – w dawnej Polsce pięterka po obu stronach bramy wjazdowej, przeznaczone na mieszkanie wrotnych stróżów, do którego schody prowadziły po wewnętrznej stronie podwórza. Niekiedy samborza takie były uzbrojone.
Samborza – wieża obronna nad bramą wjazdową.

## Literatura
- Władysław Łoziński, Życie polskie w dawnych wiekach, s. 75, 77 (ilustracja)
- PAN, Słownik staropolski. T. 8 z. 2 (49), (Rzec-Siadać) s. 118